# Biota (kommunhuvudort)
Biota är en kommunhuvudort i Spanien.   Den ligger i provinsen Provincia de Zaragoza och regionen Aragonien, i den nordöstra delen av landet, 290 km nordost om huvudstaden Madrid. Biota ligger 493 meter över havet och antalet invånare är 1 158.
Terrängen runt Biota är platt åt sydväst, men åt nordost är den kuperad. Runt Biota är det glesbefolkat, med 10 invånare per kvadratkilometer. Närmaste större samhälle är Ejea de los Caballeros, 15,6 km söder om Biota. Trakten runt Biota består till största delen av jordbruksmark.